# Caloxiphus championi
Caloxiphus championi är en insektsart som beskrevs av Henri Saussure och Francois Jules Pictet de la Rive 1898. Caloxiphus championi ingår i släktet Caloxiphus och familjen vårtbitare. Inga underarter finns listade i Catalogue of Life.